# Side Crater
Side Crater är ett berg i Antarktis. Det ligger i Östantarktis. Nya Zeeland gör anspråk på området. Toppen på Side Crater är 3 700 meter över havet.
Terrängen runt Side Crater är huvudsakligen mycket bergig. Side Crater är den högsta punkten i trakten. Trakten är obefolkad. Det finns inga samhällen i närheten. 